# NHK 뉴스 오하이요 시즈오카
NHK 뉴스 오하이요 시즈오카(NHKニュースおはよう静岡)은 NHK 시즈오카 방송국에서 제작되어 방송되고 있는 아침 로컬 뉴스 프로그램이다.

## 방송 시간
- 월 ~ 금 오전 7시 45분 ~ 8시(15분)
  - 주말과 휴일 그리고 공휴일은 6:55 - 7:00、7:25 - 7:30에、NHK 나고야 방송국에서 시즈오카현을 비롯한 도카이 지방과 호쿠리쿠 지방의 뉴스를 전한다.